# Cretamygale chasei
Genre
Espèce
Cretamygale chasei, unique représentant du genre Cretamygale, est une espèce éteinte d'araignées mygalomorphes de la famille des Nemesiidae.

## Distribution
Cette espèce a été découverte dans de l'ambre de l'île de Wight en Angleterre. Elle date du Crétacé.

## Publication originale
- (en) Selden, 2002 : First British Mesozoic spider, from Cretaceous amber of the Isle of Wight, southern England. Palaeontology, vol. 45, no 5, p. 973–983 (texte intégral).